# 珍貴樹木 (臺灣)
珍貴樹木，一般常稱的老樹，在平地和低海拔區域具有相當的樹齡及需要維護和保育的樹木。

## 標準
各地有自治條例，以臺南市珍貴樹木保護自治條例所列的審視標準如下：
具有下列各款情形之一者：
一、樹胸高直徑達一點二公尺或樹胸圍達三點八公尺以上。樹胸高以下已分枝者，各分枝胸高直徑合併計算。
二、樹齡八十年以上。
三、樹冠覆蓋面積達三百平方公尺。
四、具特殊或區域代表性，經主管機關審查列入保護。
前項第一款所稱樹胸高直徑，指離地一點三公尺所量測之
樹木直徑；樹胸圍，指離地一點三公尺所量測之樹木周圍。

## 外部連結
珍貴老樹保育，中華民國行政院農委會林務局